# Walter Netsch
Walter A. Netsch (23 de febrero de 1920 - 15 de junio de 2008) fue un arquitecto estadounidense radicado en Chicago. Estuvo estrechamente asociado con el estilo arquitectónico brutalista y con la firma de Skidmore, Owings & Merrill. Su estética se conoce como teoría de campo y se basa en la rotación de cuadrados en formas complejas. Es conocido como el diseñador principal de la Academia de la Fuerza Aérea de Estados Unidos en Colorado Springs y su famosa Capilla de los Cadetes. El Área de Cadetes de la Academia fue nombrada Monumento Histórico Nacional en 2004. Fue miembro del Instituto Americano de Arquitectos.

## Visión general
Después de graduarse de The Leelanau School, un internado en Míchigan, Netsch estudió en el Instituto de Tecnología de Massachusetts y luego se alistó en el Cuerpo de Ingenieros del Ejército. Obtuvo su licenciatura en arquitectura en el Instituto de Tecnología de Massachusetts en 1943 y comenzó su carrera como arquitecto trabajando para L. Morgan Yost en Kenilworth, Illinois. 
En 1947, se unió a Skidmore, Owings and Merrill, que inicialmente lo asignó a trabajar en Oak Ridge, Tennessee. Posteriormente se convirtió en socio de diseño en SOM y permaneció en la firma hasta 1979. Comenzó su propia práctica en 1981.
Después de su trabajo en la Academia de la Fuerza Aérea, Netsch dirigió el equipo que diseñó el Campus Circle original de la Universidad de Illinois. El diseño del campus agrupó los edificios en grupos funcionales y ahora constituye la mayoría de los edificios del este del campus de la Universidad de Illinois en Chicago.
Durante su carrera, Netsch diseñó 15 bibliotecas, así como edificios académicos para colegios y universidades en los Estados Unidos y Japón, incluida la Universidad Northwestern, la Universidad de Miami, Wells College, el Instituto de Tecnología de Illinois, la Universidad de Sophia, la Universidad Cristiana de Texas, Universidad de Chicago y Universidad de Iowa. Hizo el diseño inicial del Inland Steel Building en Chicago; construido alrededor de 1956-1957, este fue el primer rascacielos construido en Chicago Loop después de la Gran Depresión. También diseñó el ala este del Art Institute of Chicago.
Netsch diseñó varios edificios en la Northwestern University y el campus y edificios de Montgomery College en Takoma Park, Maryland, y fue el centro de una exposición en la Northwestern University Library en febrero-marzo de 2006, así como una monografía, Walter A. Netsch, FAIA: A Critical Appreciation and Sourcebook, publicado en mayo de 2008.

## Reconocimiento
Netsch enseñó en varias universidades, recibió numerosos premios y títulos honoríficos, y se desempeñó como fideicomisario en la Escuela de Diseño de Rhode Island y miembro de la Junta de Gobernadores de la Biblioteca de la Universidad Northwestern. De 1986 a 1989, se desempeñó como Comisionado del Distrito de Parques de Chicago, designado por el alcalde Harold Washington. Fue elegido miembro del Colegio de Becarios del Instituto Americano de Arquitectos en 1967. Estuvo afiliado al Instituto de Arte de Chicago y al Consejo de Preservación de Monumentos Históricos de Illinois. Formó parte de la Comisión de Bellas Artes de Estados Unidos de 1980 a 1985. En 1995, Netsch fue entrevistado para el Proyecto de Historia Oral de Arquitectos de Chicago.
Netsch fue coleccionista y mecenas de las artes, junto con su esposa, la política de Illinois Dawn Clark Netsch, con quien se casó en 1963. La colección de arte de la pareja se ha exhibido varias veces.
Netsch mantuvo una práctica de consultoría privada y fue visto como un mentor por muchos arquitectos.

## Galería

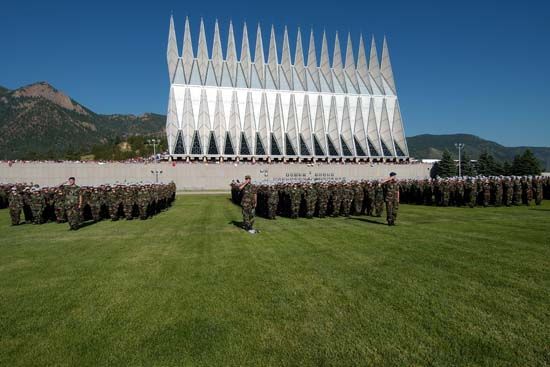
Netsch fue el arquitecto jefe de la Academia de la Fuerza Aérea de los Estados Unidos, Incluida la distintiva Capilla de los Cadetes, que se ve aquí.
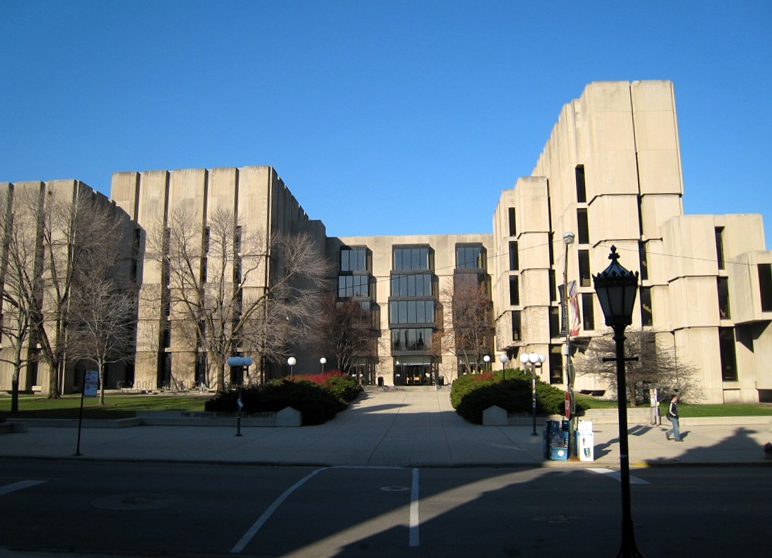
La Biblioteca Regenstein de la Universidad de Chicago es uno de los diseños de Walter Netsch.
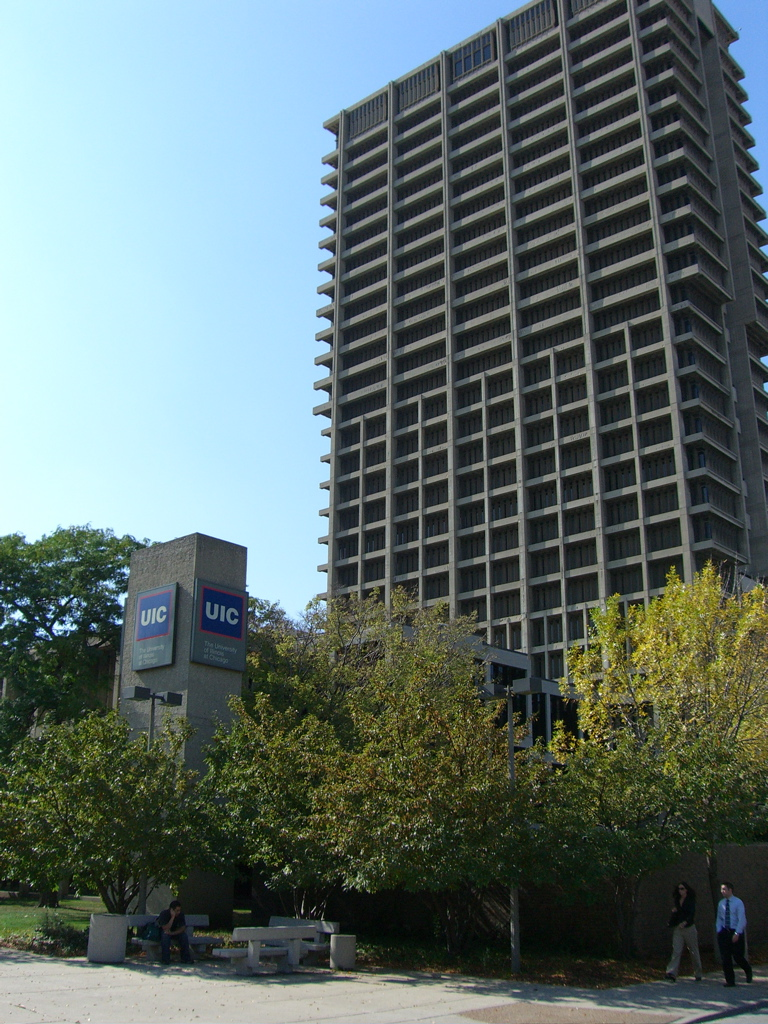
University Hall en la Universidad de Illinois en Chicago, parte del diseño original de Netsch para el campus de Chicago Circle.